# World Basketball Association 2007
La stagione WBA 2007 fu la quarta della World Basketball Association. Parteciparono 8 squadre divise in due gironi. Rispetto alla stagione precedente si aggiunsero i Floyd County Rage, i Gwinnett Ravia-Rebels, i Mayas-USA, i Mississippi Miracles e i Texas Tycoons (entrambe provenienti dalla ABA 2000) e i Wilson HardHats. I Mississippi HardHats si spostarono ad Atlanta, dicentando gli Atlanta HardHats, mentre i Cartersville Warriors si spostarono a Marietta, diventando i Georgia Warriors, non prendendo parte al campionato all'ultimo momento. I Marietta Storm sospesero le operazioni. I Cleveland Majic sospesero le operazioni. Gli Anderson Heat, gli Arkansas ArchAngels, i Druid City Dragons, i Murfreesboro Musicians e i North Mississippi Tornadoes scomparvero.
La stagione in tutto durò poco più di un mese e il titolo venne assegnato in una serie al meglio delle tre partite tre le vincitrici delle due division.

## Squadre partecipanti
- Atlanta HardHats
- Floyd County Rage
- G. Ravia-Rebels
- Mayas-USA
- Mississippi Miracles
- Rome Gladiators
- Texas Tycoons
- Wilson HardHats

## Classifiche

### East Division
| Squadra               | V | P | %    |
| --------------------- | - | - | ---- |
| Gwinnett Ravia-Rebels | 6 | 4 | 60,0 |
| Wilson HardHats       | 5 | 5 | 50,0 |
| Floyd County Rage     | 4 | 6 | 40,0 |
| Rome Gladiators       | 1 | 9 | 10,0 |

### West Division
| Squadra              | V  | P | %    |
| -------------------- | -- | - | ---- |
| Mayas-USA            | 10 | 1 | 90,9 |
| Atlanta HardHats     | 5  | 5 | 50,0 |
| Texas Tycoons        | 3  | 7 | 30,0 |
| Mississippi Miracles | 0  | 2 | 0,0  |

## Play-off

### Finale
| Lilburn 7 giugno 2007                         | Mayas-USA | 118 – 107 (37-30, 55-51, 87-81) | Gwinnett Ravia-Rebels | Berkmar High School |
| \| \| \| \| \| Brown 28 \| Punti \| 18 Cox \| |           |                                 |                       |                     |
|                                               |           |                                 |                       |                     |
| Brown 28                                      | Punti     | 18 Cox                          |                       |                     |

| Lilburn 8 giugno 2007                                   | Mayas-USA | 114 – 104        | Gwinnett Ravia-Rebels | Berkmar High School |
| \| \| \| \| \| Brown 29 \| Punti \| 25 Cox, Hamilton \| |           |                  |                       |                     |
|                                                         |           |                  |                       |                     |
| Brown 29                                                | Punti     | 25 Cox, Hamilton |                       |                     |

## Vincitore
| Campione WBA 2007     |
| --------------------- |
| Mayas-USA (1º titolo) |

## Premi WBA
- WBA Player of the Year: MaJic Dorsey, Mayas-USA
- WBA Coach of the Year: Lionel Garrett, Mayas-USA
- WBA Defensive Player of the Year: Bobby Brown, Mayas-USA
- WBA Sixth Man of the Year: Chris Jackson, Gwinnett Ravia-Rebels
- WBA Rookie of the Year: Evan Brock, Gwinnett Ravia-Rebels
- WBA Newcomer of the Year: Brandon Heredia, Mayas-USA
- WBA Executive of the Year: Carlos Ivav Ruiz Flota, Mayas-USA e Mary Martinez, Gwinnett Ravia-Rebels
- WBA Championship Series MVP: Bobby Brown, Mayas-USA
- All-WBA First Team
  - MaJic Dorsey, Mayas-USA
  - Mike Dean, Floyd County Rage
  - Bobby Brown, Mayas-USA
  - Evan Brock, Gwinnett Ravia-Rebels
  - Toby Smith, Wilson HardHats
- All-WBA Second Team
  - Coco Cofield, Atlanta HardHats
  - Chris Davis, Texas Tycoons
  - Joe Hamilton, Gwinnett Ravia-Rebels
  - Latece Williams, Floyd County Rage
  - Reo Logan, Mayas-USA
- All-WBA Third Team
  - Golden Ingle, Gwinnett Ravia-Rebels
  - Karl Hollingsworth, Floyd County Rage
  - Tyrone Rayson, Texas Tycoons
  - Jemere Hendrix, Rome Gladiators
  - Edmund Saunders, Mayas-USA
- All-WBA Fourth Team
  - Anthony Slater, Rome Gladiators
  - Rodney Kirtz, Floyd County Rage
  - Leroy Davis, Wilson HardHats
  - Marcus Sloan, Texas Tycoons
  - Jeff Daisley, Mayas-USA
- WBA All-Defensive Team
  - Anthony Slater, Rome Gladiators
  - Adrien Borders, Gwinnett Ravia-Rebels
  - Chris Jackson, Gwinnett Ravia-Rebels
  - Benny West, Texas Tycoons
  - Robert Cox, Gwinnett Ravia-Rebels
  - Bobby Brown, Mayas-USA
  - Jonathan Kelly, Atlanta HardHats
  - Latece Williams, Floyd County Rage
  - Jeff Daisley, Mayas-USA